# Indore
Indore (hindi इंदौर) – miasto w środkowych Indiach, w stanie Madhya Pradesh, w górach Windhja. Około 1,8 mln mieszkańców. Założone zostało w 1715 roku. Ważny ośrodek przemysłu włókienniczego (głównie bawełnianego) i chemicznego, nadto przemysł metalowy, materiałów budowlanych, papierniczy, spożywczy. Ośrodek handlowy regionu uprawy bawełny. Węzeł kolejowy i drogowy, port lotniczy. Uniwersytet, szkoła handlowa.
Zabytki architektury z XVIII-XIX w., w tym m.in. pałac Juna Rawadżada i Lal-Bagh (wzorowany na pałacu w Wersalu).